# 플루타르코스 영웅전

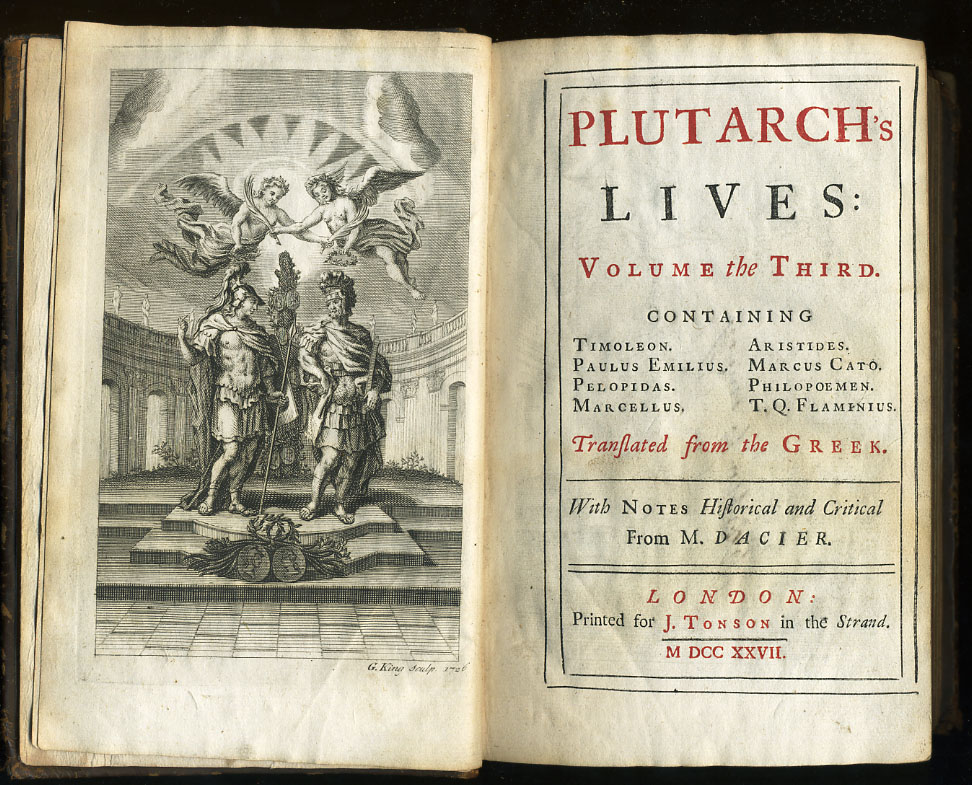

플루타르코스 영웅전(Lucius Mestrius Plutarchus) 또는 대비 열전(對比列傳)은 고대 그리스의 역사가인 플루타르코스가 카이사르, 알렉산드로스 대왕, 폼페이우스 등 고대 영웅 관해 아름다운 문체로 서술한 전기다. 한니발의 카르타고 군대와 로마 군대가 벌인 포에니 전쟁 등 고대 유럽의 전쟁 역사와 정치 역사를 이해하는 데 필요한 역사 자료다. 또한 웅변으로 유명한 데모스테네스에 관해 서술하여, 고대 그리스 지식인의 삶과 생각을 이해하는 데 도움을 준다.

## 역서
박시인 역, 『플루타르코스 영웅전』1∼6, 을유문화사, 1966.
김병철 역, 『플루타르코스 영웅전』1∼8, 범우사, 1999.
외국어번역연구회 역, 『플루타르코스 영웅전』1∼9, 한아름, 1994.
이성규 역, 『플루타르코스 영웅전』1∼2, 현대지성사, 2000.
홍사중 역, 『플루타르코스 영웅전』1∼2, 동서문화사, 2007.
이다희 역, 『플루타르코스 영웅전』1∼6, 휴먼앤북스, 2010-2012.
천병희 역, 『플루타르코스 영웅전』, 숲, 2010.

## 같이 보기
- 사기 (역사서)